# Yasuji Okamura
Yasuji Okamura (岡村 寧次?, Okamura Yasuji; Tokyo, 15 maggio 1884 – Tokyo, 2 settembre 1966) è stato un generale giapponese dell’esercito imperiale, comandante in capo dell’esercito di spedizione giapponese in Cina dal novembre 1944 fino alla conclusione della seconda guerra mondiale.
Il 9 settembre 1945 fu lui a presentare l'Atto di resa giapponese alla Repubblica di Cina tramite l'importante incontro a Nanchino con il generale He Yingqin, rappresentante per il governo cinese.
Non fu dichiarato colpevole per alcun crimine di guerra dal Tribunale di Shanghai dopo il conflitto.